# Енантіомерний надлишок
Ена́нтіоме́рний на́длишок (ee, від англ. enantiomeric excess) — кількісна характеристика чистоти сполуки, що вказує на переважання одного енантіомера над іншим.

## Формула для обрахунку
Енантіомерний надлишок обраховується як абсолютна різниця мольних часток кожного енантіомера.
ee = |F(+) - F(-)|
або, якщо відомо кількістю речовини (в молях) одного і другого енантіомера, можна застосувати таку формулу:
ee = (R-S) / (R+S) · 100%
У практиці енантіомерний надлишок найчастіше визначають як відношення кута обертання плоскополяризованого світла, виміряного для досліджуваної суміші (αспост), до відповідного кута обертання енантіомерно чистої сполуки (αабс), тобто за формулою:
ee = [αспост] / [αабс] · 100%